# Nazareno Cruz y el lobo
Nazareno Cruz y el lobo, las palomas y los gritos, més coneguda com Nazareno Cruz y el lobo, és una pel·lícula argentina de fantasia-dramàtica de 1975 dirigida per Leonardo Favio. Va ser escrita per Favio i el seu germà i freqüent col·laborador Jorge Zuhair Jury, i basada en el radioteatre homònim de Juan Carlos Chiappe.
El film protagonitzat per Juan José Camero, Marina Magalí i Alfredo Alcón adapta i explora el mite clàssic del Lobizón, un dels monstres llegendaris de la mitologia guaraní. A anys de la seva estrena no sols és considerat un clàssic de la filmografia argentina i una obra mestra de Favio, ja que a més ha estat per molts anys la pel·lícula més taquillera de tota la història del seu país, amb un rècord de 3.800.000 espectadors, quedant en segon lloc Relatos salvajes, amb 3.421.308 espectadors, i seguint en tercer lloc la guanyadora del Premi Oscar El secreto de sus ojos.

## Sinopsi
Nazareno Cruz és un pagès conegut al seu poble natal per ser el setè i últim fill home del seu pare. Aquest fet fa suposar que Nazareno és víctima de la maledicció del luisón, i que en les nits de lluna plena es converteix en un llop feroç i a l'aguait dels desprevinguts. Malgrat aquest temor, Nazareno viu feliç en la comunitat i no es preocupa per les llegendes. Quan està per complir la majoria d'edat, coneix a una noia anomenada Griselda, i tots dos s'enamoren.
Poc temps després, Mandinga, el Diable, es presenta davant Nazareno i li explica que la seva maledicció és certa i, per tant, en la pròxima lluna plena es convertirà en Llop. Mandinga intenta fer un tracte amb Nazareno, demanant-li que rebutgi el seu amor per Griselda, a canvi oro i riqueses, per a deslliurar-se de la imminent maledicció. Nazareno es nega a apartar els seus sentiments, i intenta combatre el seu aparent destí, la qual cosa condueix a una sèrie d'esdeveniments que emboliquen a Nazareno, Mandinga i el poble sencer, amb tràgiques conseqüències.

## Repartiment
- Juan José Camero... Nazareno Cruz
- Marina Magali... Griselda
- Alfredo Alcón... El Poderoso
- Lautaro Murúa... Sebastián
- Nora Cullen... La Lechiguana
- Elcira Olivera Garcés... Damiana
- Saúl Jarlip... El Viejo Pancho
- Juanita Lara... Fidelia
- Yolanda Mayorani ... Madrina del Poderoso
- Marcelo Marcote ... El niño
- Josefina Faustín
- Augusto Kretschmar
- Maira Sánchez ... Bailarina

## Recepció
Va ser seleccionada com a entrada argentina per al Oscar a la millor pel·lícula de parla no anglesa als Premis Oscar de 1975, però no va ser acceptada com a nominada També es va presentar al 9è Festival Internacional de Cinema de Moscou.